# Expedición ateniense a Egipto
La expedición ateniense a Egipto, que tuvo lugar entre los años 460/459 y 454 a. C., forma parte de las guerras médicas. 

## Contexto
Egipto estaba bajo dominio de los Persia desde el año 525 a. C., en época de Cambises II. Aproximadamente en el año 463 a. C. el rey de Libia Inaro había penetrado en Egipto y había promovido una sublevación de los egipcios contra los persas. 
Para tratar de contrarrestar el poder de la flota fenicia, aliada de Persia, Inaro invitó a la Liga de Delos, dirigida por Atenas, que se encontraba en campaña en Chipre con más de 200 barcos, a ayudarle en Egipto.

## Desarrollo de la expedición
Los griegos aceptaron la oferta y enviaron la flota, bajo el mando de Caritímides. En principio Inaro y los griegos vencieron a los persas que estaban dirigidos por Aquémenes o Aqueménides y se apoderaron de parte de Egipto, incluidos dos tercios de la ciudad de Menfis, mientras que los persas se refugiaron en la llamada «Fortaleza Blanca», que era la ciudadela de esta ciudad, pero cuando el rey persa Artajerjes envió un ejército comandado por Megabizo, este consiguió derrotar a los egipcios, luego expulsó a los griegos de Menfis y los sitió en la isla de Prosopitis, ubicada en el delta del Nilo, durante un año y seis meses. Se apoderó de la isla al desecar el canal, con lo que su ejército pudo acceder a ella a pie. Otras cincuenta naves de la Liga de Delos llegaron al delta del Nilo poco después sin saber nada de lo sucedido y fueron atacadas y derrotadas por los fenicios. 

## Consecuencias
El resultado fue un desastre para la Liga de Delos y Egipto: Atenas perdió toda una flota, e Inaro fue capturado por el ejército persa. Para Persia, señaló el fin de la rebelión de Egipto, y el resurgimiento de la autoridad política de vuelta a Egipto, con excepción de un sector pantanoso que no pudieron controlar los persas. También fue el final del ejército griego en Persia y en la promoción de la paz fue firmado entre las dos partes.